# Colpothrinax wrightii
Colpothrinax wrightii là loài thực vật có hoa thuộc họ Arecaceae. Loài này được Griseb. & H.Wendl. ex Voss mô tả khoa học đầu tiên năm 1895.